# Aralia shangiana
Aralia shangiana är en araliaväxtart som beskrevs av Jun Wen. Aralia shangiana ingår i släktet Aralia och familjen Araliaceae. Inga underarter finns listade.